# اووه راب
اووه راب (آلمانی: Uwe Raab؛ زادهٔ ۲۶ ژوئیهٔ ۱۹۶۲) دوچرخه‌سوار اهل آلمان است.
از باشگاه‌هایی که در آن رکاب زده‌است می‌توان به تیم دوچرخه‌سواری پی‌دی‌ام اشاره کرد.
وی در مسابقات کشوری و بین‌المللی در مجموع برندهٔ ۱ مدال طلا شده‌است.